# Swisttal
Swisttal er en by i Tyskland i delstaten Nordrhein-Westfalen med cirka 18.000 indbyggere. Den ligger i kreisen Rhein-Sieg-Kreis, cirka 15 km vest for Bonn.